# Rostyslaw Saulytschnyj
Rostyslaw Saulytschnyj (ukrainisch Ростислав Зауличний; * 6. September 1968) ist ein ehemaliger ukrainischer Boxer. Saulytschnyj war Silbermedaillengewinner der Olympischen Spiele 1992 und Bronzemedaillengewinner der Europameisterschaften 1991 und 1993 und der Weltmeisterschaften 1993. Außerdem war er Teilnehmer der Olympischen Spiele 1996.

## Karriere
Saulytschnyj war sowjetischer Meister 1990 im Mittelgewicht (-75 kg) und 1991 im Halbschwergewicht (-81 kg).
1990 nahm Saulytschnyj im Mittelgewicht an den Goodwill Games in Seattle teil, schied jedoch im ersten Kampf gegen Chris Johnson, Kanada (4:1), aus. Bei den Europameisterschaften im Folgejahr errang er im Halbschwergewicht die Bronzemedaille, wobei er im Halbfinale gegen Dariusz Michalczewski, Polen (26:19), verlor. 
Bei den Olympischen Spielen 1992 erreichte Saulytschnyj, nach dem Zusammenbruch der Sowjetunion für das unter der olympischen Flagge startende Vereinigte Team antretend, nach Siegen über den Gewinner der Panafrikanischen Spiele 1991 Jacklord Jacobs, Nigeria (16:8), Stephen Wilson, Großbritannien (13:0) und Zoltán Béres, Ungarn (RSC 3.), das Finale, welches er gegen Torsten May, Deutschland (8:3), verlor und damit die olympische Silbermedaille gewann.
Die Weltmeisterschaften 1993 endeten für Saulytschnyj, nun ukrainischer Nationalität, mit einem weiteren Medaillengewinn. Nach Siegen über Petri Mäkelä, Finnland (RSC 1.), und Sinan Şamil Sam, Türkei (6:1), verlor er das Halbfinale knapp gegen Jacklord Jacobs, Nigeria (+8:8), und gewann die Bronzemedaille. Dieselbe Platzierung erreichte er bei den Europameisterschaften im selben Jahr, wobei er hier u. a. Wojciech Bartnik, Polen (9:7), schlug und im Halbfinale gegen Igor Kschinin, Russland (10:8), verlor.
1994 gewann Saulytschnyj mit einem Finalsieg über Sven Ottke, Deutschland (16:14), den Weltcup in Bangkok, schied jedoch im Folgejahr bei den Weltmeisterschaften im ersten Kampf gegen Dihosvany Vega, Kuba (8:5), aus und auch bei den Europameisterschaften 1996 kam er nicht über die erste Runde hinaus.
Das letzte internationale Turnier seiner Karriere bestritt Saulytschnyj bei den Olympischen Spielen 1996, bei denen er jedoch seinen ersten Kampf gegen Timur Ibragimov, Usbekistan (7:3), verlor.

## Quelle
- Rostyslaw Saulytschnyj  in der Datenbank von Olympedia.org (englisch)
- http://amateur-boxing.strefa.pl/
- http://boxrec.com

| Personendaten    | Personendaten                     |
| ---------------- | --------------------------------- |
| NAME             | Saulytschnyj, Rostyslaw           |
| ALTERNATIVNAMEN  | Зауличний, Ростислав (ukrainisch) |
| KURZBESCHREIBUNG | ukrainischer Boxer                |
| GEBURTSDATUM     | 6. September 1968                 |